# Modern Primitive

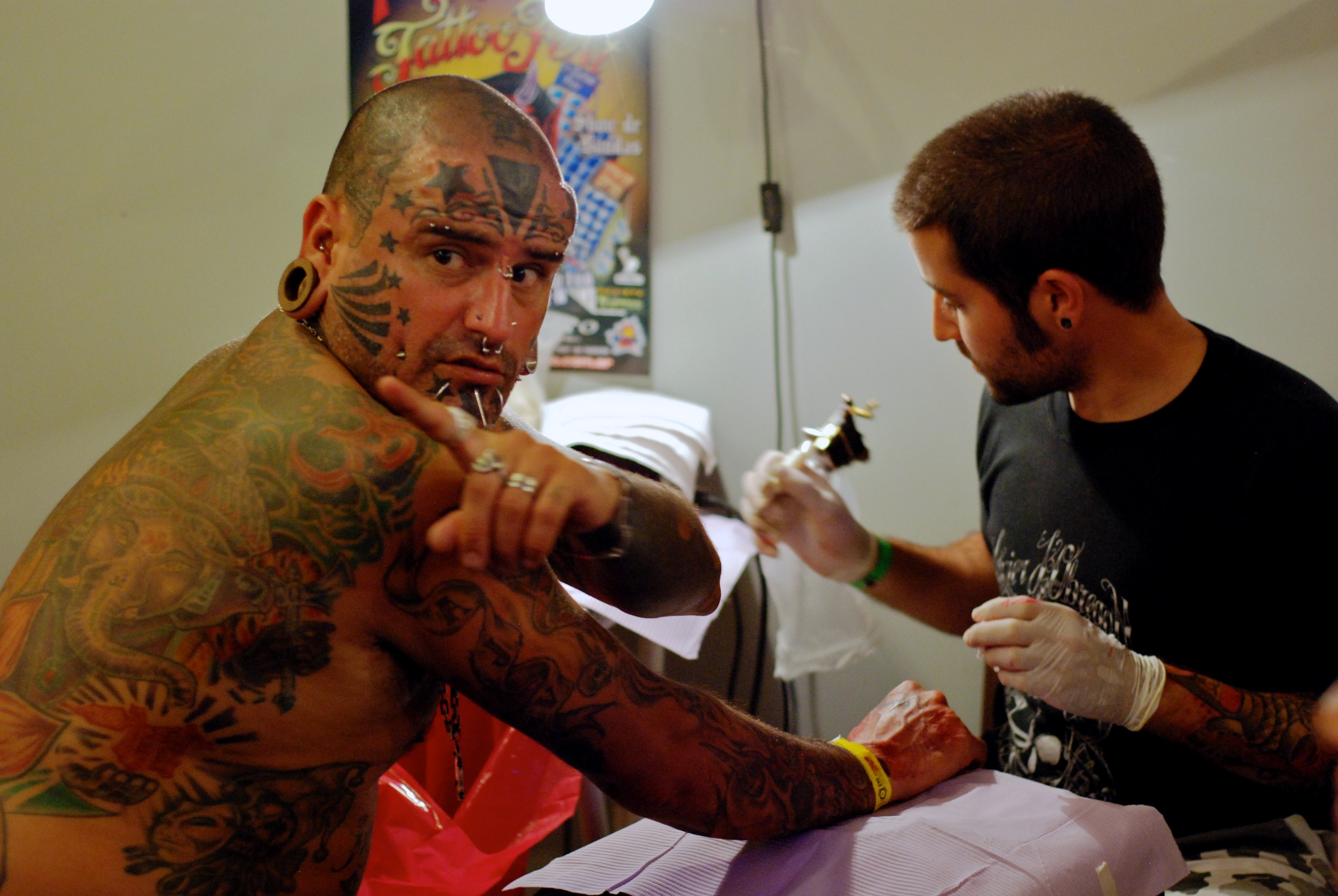
Modern Primitive beim Stechenlassen einer Tätowierung

Modern Primitive oder Urban Primitive (engl. für „moderner Primitiver“ bzw. „urbaner Primitiver“) bezeichnet Vertreter einer subkulturellen Bewegung in entwickelten Ländern, die sich intensiv mit Körpermodifikationen befassen und diese praktizieren. Dabei orientieren sie sich an den Initiationsriten traditioneller Stammeskulturen, adaptieren diese aber mit modernen Erkenntnissen, Mitteln und Verfahren. 
Dazu zählen zum Beispiel Piercings, Tätowierungen, Suspensions, die Deformation der Taille durch das Tragen enger Korsetts, Skarifizierungen, Brandings, Implants oder Zungenspaltungen.
Die Motivation der Modern Primitives entsteht häufig aus spirituellen oder sexuellen Neigungen heraus oder wird als Initiation betrachtet; oft aber auch nur aus optisch-ästhetischen Gründen, dem Wunsch nach Abgrenzung von den Durchschnittsmenschen oder dem Hang zum Bizarren.
Manche Anhänger der Bewegung widmen sich auch speziellen „Themen“, wie zum Beispiel der Künstler Catman, der seinen Körper mittels Piercings, Tätowierungen und einer gespaltenen Oberlippe sowie entsprechend geschliffener Zähne der Erscheinung einer Katze angeglichen hat. Der als Lizardman bekannte Erik Sprague hat sich bei seinen Modifikationen am Aussehen einer Eidechse orientiert.

Als Begründer der Bewegung gilt der Künstler Fakir Musafar.
Über die Kultur berichtet die Dokumentation Modify aus dem Jahr 2005.

## Bekannte Vertreter

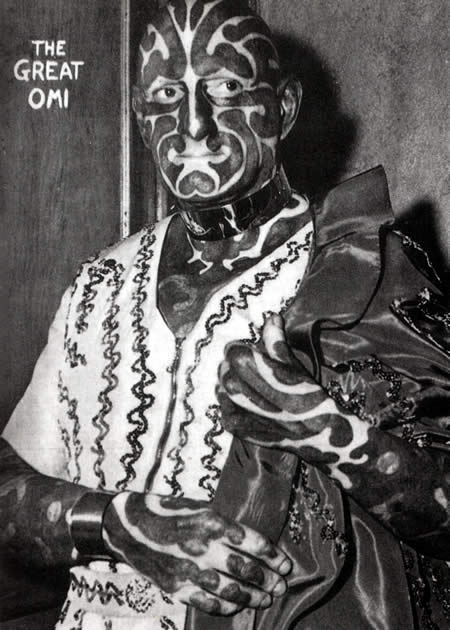
The Great Omi

Schon bevor sich der Begriff „Modern Primitives“ und die entsprechende Subkultur etablierten, waren Menschen aus dem westlichen Kulturkreis bekannt, die ihren Körper mit ähnlichen Methoden gestalteten und ihren Lebensunterhalt vorzugsweise als Side-Show-Künstler bestritten, wie beispielsweise der in den 1930er und 40er Jahren unter dem Pseudonym „The Great Omi“ auftretende Künstler Horace Ridler.
Gegenwärtig sind mehrere Menschen auf Grund diverser Body Modifications als Modern Primitives in der Öffentlichkeit bekannt.

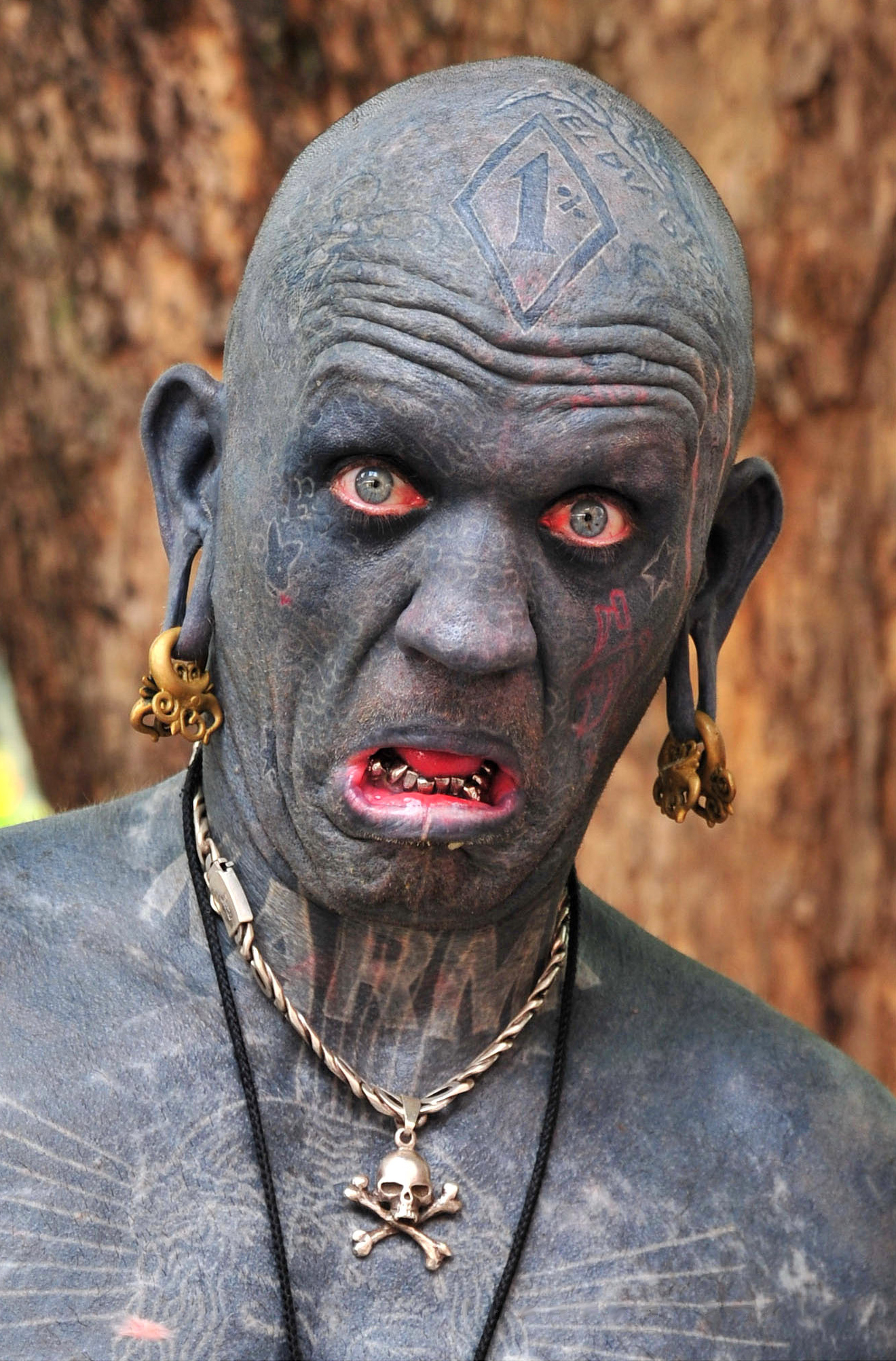
Lucky Diamond Rich

Lucky Diamond Rich gilt als weltweit meist tätowierter Mann. Er ist Straßen- und Side-Show-Künstler. Die laut Guinness-Buch der Rekorde weltweit am meist gepiercte Frau ist Elaine Davidson aus Brasilien.
Dennis Avner, bekannt als Stalking Cat, orientierte sich bei seinen zahlreichen Modifikationen, die ihn bisher über 100.000 Dollar kosteten, an der optischen Erscheinung einer Katze und ließ sich dazu unter anderem großflächig tätowieren, die Zähne anspitzen, die Haarlinie verändern und Implantate zur Formänderung von Augenbrauen und Stirn einsetzen.
Erik Sprague mit dem Pseudonym The Lizardman ließ sich in insgesamt mehr als 650 Stunden seinen gesamten Körper mit dem Motiv von Eidechsenschuppen tätowieren. Des Weiteren trägt er zahlreiche Piercings und Implantate sowie angeschliffene Schneidezähne und eine gespaltene Zunge.
Paul Lawrence, bekannt unter dem Künstlernamen The Enigma, ist Musiker und Performance-Künstlers aus Seattle. Zu seinen Markenzeichen zählen implantierte Hörner und das bekannte Ganzkörpertattoo aus Puzzleteilen.
Die Performance-Künstlerin Katzen gilt weltweit als die am intensivsten tätowierte Frau mit einheitlichem Tattoothema. Ihr Körper ist komplett mit dem Muster eines Katzenfells tätowiert. Zudem trägt sie schnurrhaarähnliche Piercings, um der Erscheinung einer Katze noch näher zu kommen. Gemeinsam mit ihrem ehemaligen Lebensgefährten The Enigma betrieb Katzen die musikalische Fakir-Show Human Marvels. Mit ihm und Mike Patton, Jane Wiedlin und Karen Black trat sie 2004 in dem Film Firecracker von Steve Balderson auf, der am 4. Juli 2006 auf DVD erschien. Katzen besitzt ein eigenes Tattoostudio in Texas.